# Ясло (гміна)
Гміна Ясло (пол. Gmina Jasło) — сільська гміна у східній Польщі. Належить до Ясельського повіту Підкарпатського воєводства.
Станом на 31 грудня 2011 у гміні проживало 16277 осіб.

## Територія
Згідно з даними за 2007 рік площа гміни становила 93.10 км², у тому числі:
- орні землі: 73.00%
- ліси: 18.00%

Таким чином, площа гміни становить 11.21% площі повіту.

## Населення
Станом на 31 грудня 2011:
| Опис     | Загалом | Загалом | Чоловіки | Чоловіки | Жінки | Жінки |
| -------- | ------- | ------- | -------- | -------- | ----- | ----- |
| одиниця  | осіб    | %       | осіб     | %        | осіб  | %     |
| все      | 16277   | 100     | 7986     | 49.06    | 8291  | 50.94 |
| міське   | 0       | 100     | 0        |          | 0     |       |
| сільське | 16277   | 100     | 7986     | 49.06    | 8291  | 50.94 |

## Солтиства
Бєрувка, Брисьцє, Хшонстовка, Ґорайовіце, Яренювка, Ковальови, Ласкі-Собнюв, Нєґловіце, Нєпля, Опацє, Особніца, Шебні, Тшцініца, Важице, Воліца, Зімна Вода, Жулкув

## Сусідні гміни
Гміна Ясло межує з такими гмінами: Бжиська, Вояшувка, Дембовець, Єдліче, Колачице, Ліпінкі, Сколишин, Тарновець, Фриштак, Ясло.